# Jurásico Superior
| Era Eratema | Periodo Sistema | Época Serie         | Edad Piso                      | Inicio, en millones de años |
| ----------- | --------------- | ------------------- | ------------------------------ | --------------------------- |
| Mesozoico   | Cretácico       | Cretácico           | Cretácico                      | 143,1                       |
| Mesozoico   | Jurásico        | Superior / Tardío   | Titoniense Titoniano           | 149,2±0,7                   |
| Mesozoico   | Jurásico        | Superior / Tardío   | Kimmeridgiense Kimmeridgiano   | 154,8±0,8                   |
| Mesozoico   | Jurásico        | Superior / Tardío   | Oxfordiense Oxfordiano         | 161,5±1,0                   |
| Mesozoico   | Jurásico        | Medio               | Calloviense Calloviano         | 165,3±1,1                   |
| Mesozoico   | Jurásico        | Medio               | Bathoniense Bathoniano         | 168,2±1,2                   |
| Mesozoico   | Jurásico        | Medio               | Bajociense Bajociano           | 170,9±0,8                   |
| Mesozoico   | Jurásico        | Medio               | Aaleniense Aaleniano           | 174,7±0,8                   |
| Mesozoico   | Jurásico        | Inferior / Temprano | Toarciense Toarciano           | 184,2±0,3                   |
| Mesozoico   | Jurásico        | Inferior / Temprano | Pliensbachiense Pliensbachiano | 192,9±0,3                   |
| Mesozoico   | Jurásico        | Inferior / Temprano | Sinemuriense Sinemuriano       | 199,3±0,3                   |
| Mesozoico   | Jurásico        | Inferior / Temprano | Hettangiense Hettangiano       | 201,4±0,2                   |
| Mesozoico   | Triásico        | Triásico            | Triásico                       | 251,902±0,024               |

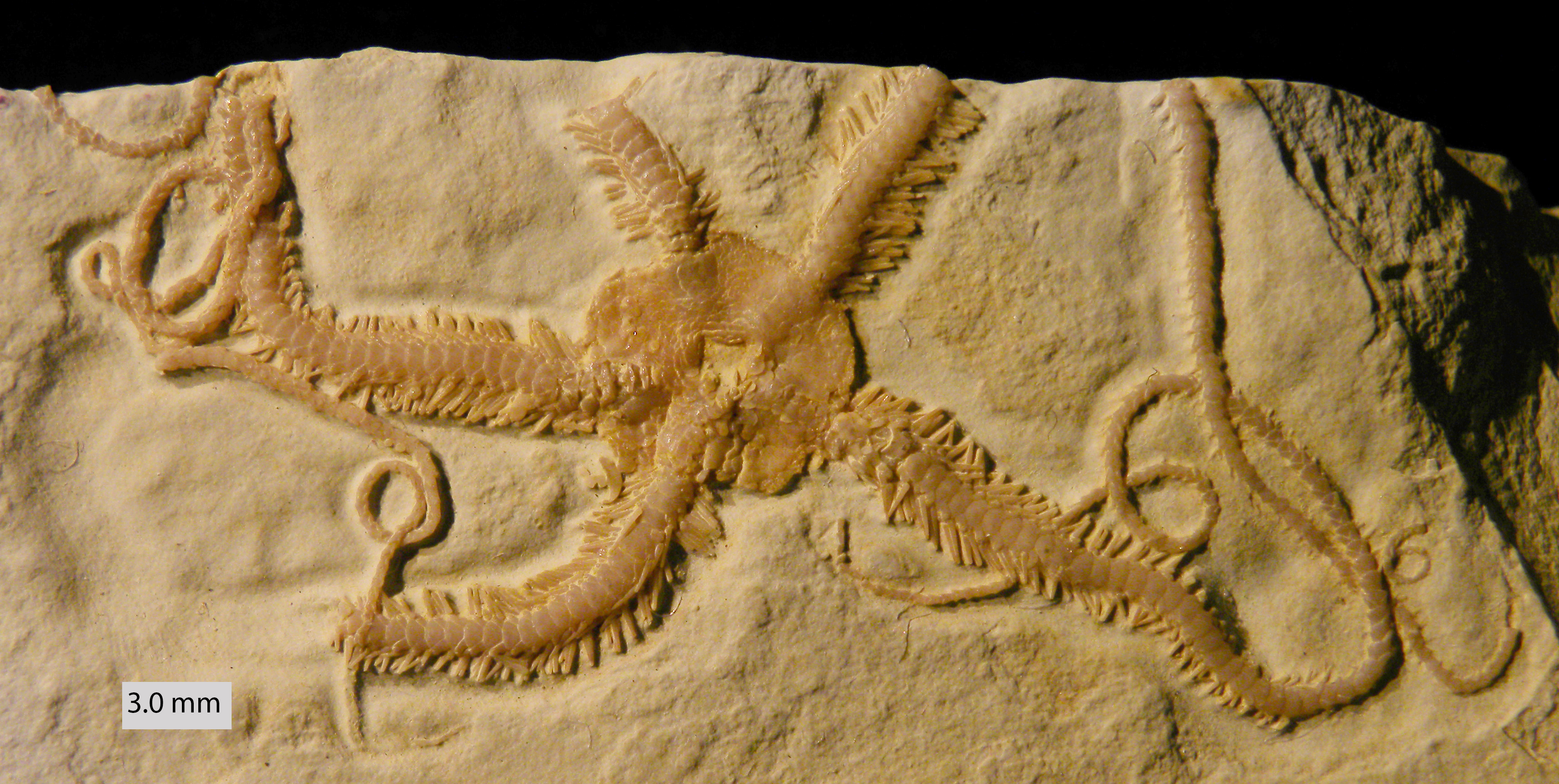
Ophiopetra. Especie marina del Jurásico Superior. Alemania

El Jurásico Superior es la tercera y última serie del Jurásico en la escala temporal geológica. Se denomina Jurásico Tardío cuando se refiere a la época correspondiente. Sucede al Jurásico Medio y precede al Cretácico Inferior (primera serie del Cretácico). Comienza hace unos 161 millones de años y finaliza hace unos 143 millones de años. Está dividido en tres pisos y edades: Oxfordiense, Kimmeridgiense y Titoniense. El Jurásico Superior también es conocido como Malm en la escala cronoestratigráfica regional europea.
Dinosaurios característicos de esta época son Allosaurus, un terópodo, y Diplodocus, un saurópodo.